# 윤사
아이신 교로 윤스(만주어: ᠠᡳᠰᡳᠨ
ᡤᡳᠣᡵᠣ
ᠶᡡᠨ ᠰᡟ Aisin Gioro Yūn Sy, 한국 한자: 愛新覺羅 允禩, 1681년 3월 29일 ~ 1726년 10월 5일)는 청 제국의 황족이자 군인, 정치인, 승려이다. 강희제의 8남이자 서자이며, 옹정제의 이복 동생이다. 법명은 공명(空明)이다. 염친왕(廉親王)에 봉해졌다.

## 생애
그는 강희제 생전에 후계자 자리를 놓고 이복 형 옹정제와 대립하는 관계였다. 1722년에 옹정제가 즉위하자 불교 승려로 출가하였지만 뒤로는 이복 아우 혁군왕과 계속 내통하며 발호하였다. 결국 황실 법도로 징치되어 혁군왕과 아울러 서인으로 강등되었고 만주어로 "냉동 물고기(혹은 개새끼)"라는 뜻의 아키나(만주어: ᠠᡴᡳᠨᠠ, 한국 한자: 阿其那 아기나)로 개명되는 수모를 겪는다. 이후 혁군왕과 아울러 종인부에 유폐되어 이복 아우 혁군왕은 1726년 9월 22일을 기하여 훙서하였고, 그도 같은 해 10월 5일에 훙서하였다.

## 가계

### 부모
- 아버지 : 강희제(康熙帝)
- 어머니 : 양비 위씨 (?~1711. 내관령 아포내의 딸)

### 처첩
- 적복진(嫡福晉) : 곽락라씨(郭絡羅氏), 화석액부(和碩額駙) 명상(明尚)과 안친왕 악락의 7녀 화석격격의 딸. (모계의 신분이 중시되던 청나라 초기 사회에서 생모가 명문가 출신이 아닌 윤사가 그에 비하여 상당히 높은 신분의 곽락라씨를 적복진으로 맞은 것이 의문이다. 그가 곽락라씨와 혼인할 무렵 그의 생모는 일개 귀인에 불과하였다. )
- 첩(妾) : 장씨(張氏), 장지벽(張之碧)의 딸.
- 잉첩(媵妾) : 모씨(毛氏), 모이격(毛二格)의 딸.

### 자녀
- 아들(子) : 홍왕(弘旺; 1708년 1월 27일 - 1762년 12월 16일, 보살보로 개명), 첩 장씨(張氏) 소생.
- 딸(女) : ? (1708년 6월 24일 - 1776년 1월 11일), 잉첩 모씨(毛氏) 소생, 이름 미상, 1724년에 손오부(孫五福)와 혼인.

## 같이 보기
- 입팔분공